# Astracantha bombycalyx
Astracantha bombycalyx là một loài thực vật có hoa trong họ Đậu. Loài này được (Eig) Podl. miêu tả khoa học đầu tiên năm 1983.